# Polygonum vvedenskyi
Polygonum vvedenskyi là một loài thực vật có hoa trong họ Rau răm. Loài này được SUMNER miêu tả khoa học đầu tiên.